# En fauns eftermiddag (dikt)

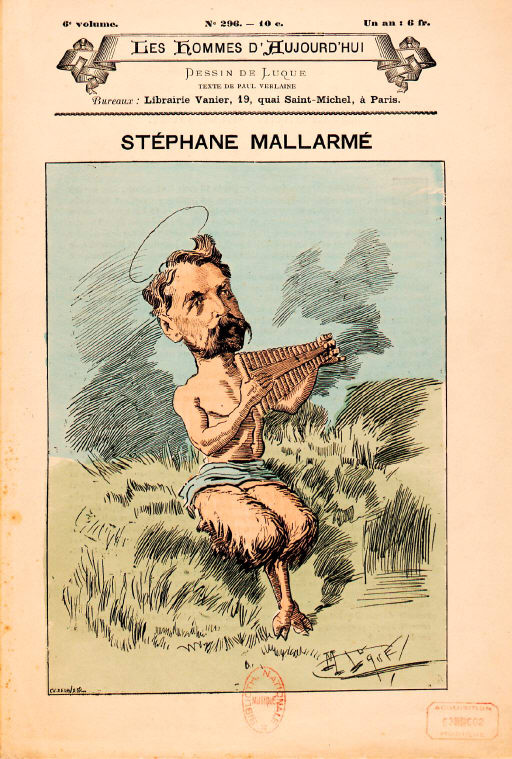
Stéphane Mallarmé som faun med panflöjt och gloria. Omslag till veckotidningen Les Hommes d'Aujourd'hui (1887).

En fauns eftermiddag, i original L'Après-midi d'un faune, är en symbolistisk dikt av Stéphane Mallarmé med underrubriken eklog. 

## Historia
En första version skrevs 1865 för teatern men lades åt sidan. En andra version blev refuserad av den rådande parnass-skolans litterära tidskrift Parnasse contemporain tio år senare, och en tredje utgavs 1876 i 195 exemplar på eget förlag med vinjetter av Édouard Manet. Dikten är en alexandrinsk versmonolog på 110 rader och hör till Mallarmés mest kända verk. Den skildrar en faun som vaknar ur en eftermiddagsslummer på en siciliansk strand, och undan för undan erinrar sig och reflekterar över morgonens sinnligt erotiska upplevelser. Mallarmé anknöt i sin dikt till det forna Greklands myt om Pan och Syrinx, vilken gestaltats många gånger om i dikt- och målarkonst.
Dikten har tjänat som utgångspunkt för andra betydande konstnärliga verk. Claude Debussy inspirerades till sitt symfoniska verk Prélude à l'après-midi d'un faune (1894). Detta musikstycke ledsagade ett par decennier senare Wacław Niżyńskis nyskapande balett En fauns eftermiddag (1912). Alla tre verken intar en central plats inom sina respektive konstarter och inom modernismens utveckling. 

## Svenska översättningar
- ”En fauns eftermiddag”, i En fauns eftermiddag & Ett tärningskast, övers. Harry Järv (Stockholm: FIB:s Lyrikklubb [Lilla serien], 1972)
- ”En favns eftermiddag”, i Dikter, övers. Axel Englund (Lund: Ellerströms, 2022)